# Luis Jorge Fontana

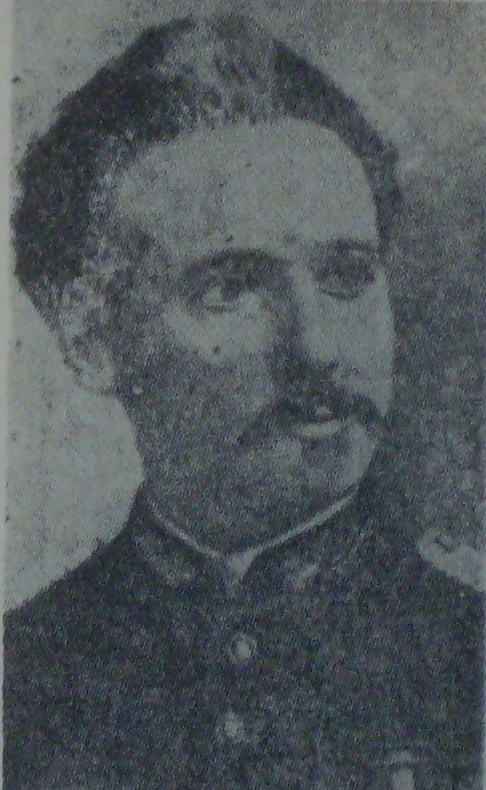
Luis Jorge Fontana

Luis Jorge Fontana (* 19. April 1846 in Buenos Aires; † 18. Oktober 1920 in San Juan) war ein argentinischer Militär, Politiker, Naturforscher, Schriftsteller und Gründer der Stadt Formosa, der Hauptstadt der gleichnamigen Provinz Formosa.
Luis Jorge Fontana war der Sohn von Luis María Fontana, eines Beamten in der Regierung von Juan Manuel de Rosas, und Doña Irene Burgeois. Bereits als Kind zog er mit seiner Familie nach Carmen de Patagones um. Er begann seine militärische Karriere mit 13 Jahren als Soldat in der Comandancia Militar in Río Negro. Er nahm am Paraguay-Krieg teil und lebte nach Beendigung des Krieges für einige Zeit in Buenos Aires, wo er Schüler von Germán Burmeister wurde. Bei ihm studierte er Naturwissenschaften, Astronomie und Physik.
Am 3. Juni 1875 wurde er zum Sekretär des Gobernadors der Provinz Chaco, Don Napoleón Uriburu, ernannt. Nach seiner Rückkehr zum Militär, wo er bis zum Rang des Oberstleutnants aufstieg, übertrug ihm die Regierung die Leitung der IV Comisión Demarcadora de Límites con Chile (4. Kommission zur Bestimmung der Grenzen zu Chile). Auf offizielle Anregung gründete er am 8. April 1879 die Stadt Formosa.
Anlässlich seiner Rückkehr nach Patagonien, das er bereits in seiner Kindheit besucht hatte, wurde er 1885 zum Gobernador der neu gegründeten Provinz Chubut ernannt. Dort leitete er eine Expedition nach Westen mit einer Expeditionsgruppe, die Rifleros del Chubut genannt wurde, und entdeckte das Valle 16 de octubre, ein fruchtbares Tal der Präkordilleren, in dem sich eine Kolonie Waliser ansiedelte.
Seine letzten Lebensjahre verbrachte Luis Jorge Fontana in der Provinz San Juan, wo er verschiedene öffentliche und kommunale Ämter bekleidete.

## Schriften
- „Gran Chaco“, Geographische Beschreibung; Fauna und Flora des Nordwesten Argentiniens
- 1883 – „Viaje de exploración al río Pilcomayo“
- 1886 – „Estudio sobre el caballo fósil“ mit einem Vorwort von Bartolomé Mitre.
- 1908 – „Los cuadrúpedos y las aves de la región andina“
- 1912 – „Ad Ovo“, Essay über prähistorische Themen

| Personendaten    | Personendaten                                          |
| ---------------- | ------------------------------------------------------ |
| NAME             | Fontana, Luis Jorge                                    |
| KURZBESCHREIBUNG | argentinischer Naturforscher, Militär und Stadtgründer |
| GEBURTSDATUM     | 19. April 1846                                         |
| GEBURTSORT       | Buenos Aires                                           |
| STERBEDATUM      | 18. Oktober 1920                                       |
| STERBEORT        | San Juan                                               |